# 6025 Naotosato
6025 Naotosato è un asteroide della fascia principale. Scoperto nel 1992, presenta un'orbita caratterizzata da un semiasse maggiore pari a 3,0222884 UA e da un'eccentricità di 0,0677274, inclinata di 8,99922° rispetto all'eclittica.
È stato così chiamato in onore dell'astronomo giapponese Naoto Satō.